# Fonte de raios X

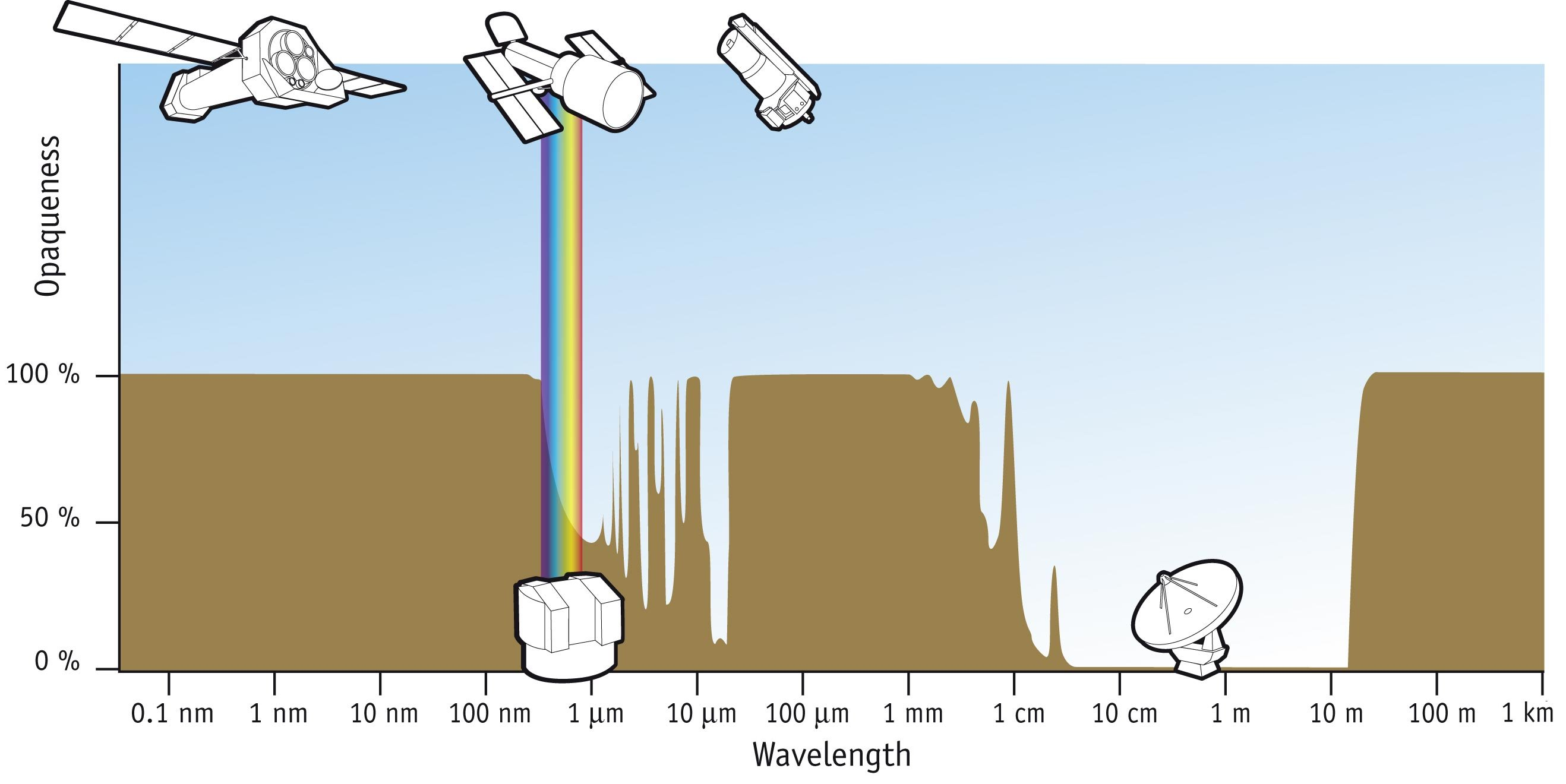
Os raios x começam em ~0,008 nm e se estendem no espectro eletromagnético até ~8 nm.

São objetos astronômicos com propriedades físicas que resultam na emissão de raios x.
Há uma série de tipos de objetos astrofísicos que emitem raios x, tais como aglomerados de galáxias, através de buracos negros em galáxias de núcleos ativos, objetos galáticos como remanescente de supernovas, estrelas, estrelas binárias contendo uma anã branca (variável cataclísmica), estrela de nêutrons ou um buraco negro (binário de raio X).